# Bdelyropsis
Bdelyropsis är ett släkte av skalbaggar. Bdelyropsis ingår i familjen bladhorningar.
Kladogram enligt Catalogue of Life:
| Bdelyropsis | \| \| Bdelyropsis bowditchi \| \| \| \| \| \| Bdelyropsis newtoni \| \| \| \| \| \| Bdelyropsis venezuelensis \| \| \| \| |
|             | \| \| Bdelyropsis bowditchi \| \| \| \| \| \| Bdelyropsis newtoni \| \| \| \| \| \| Bdelyropsis venezuelensis \| \| \| \| |
|             | Bdelyropsis bowditchi |
|             | |
|             | Bdelyropsis newtoni |
|             | |
|             | Bdelyropsis venezuelensis                                                                                                 |
|             | |